# Fægteklubben Trekanten
Fægteklubben Trekanten (FKT) blev stiftet 26. marts 1929 på initiativ af kaptajn Søren Christian Olsen (S.C. Olsen).
Oprindeligt som en klub for akademikere og folk fra de højere samfundslag. I dag er klubben åben for alle, af klubbens ca. 250 medlemmer er omkring 150 børn og unge. Dette betyder at Trekanten er Danmarks, men også skandinaviens største fægteklub. Klubben har i en årrække været blandt Danmarks bedste eliteklubber og har ved de danske mesterskaber for såvel seniorer som ungdom været blandt de mest vindende. Klubben huser nogle af dansk fægtnings største talenter.
I 2006 startede foreningen et samarbejde med Dansk Fægte-Forbund og med støtte fra Team Copenhagen om at skabe et kraftcenter. Formålet med kraftcentret er at styrke talentudvikling og sportslige resultater i klubben og samtidig styrke elitearbejdet på Sjælland og i Storkøbenhavn. Trekanten har en række talentfulde børne- og ungdoms- samt junior og senior fægtere, som har vist godt potentiale for fremtidige resultater på topniveau. Man vil i tæt samarbejde med andre sjællandske klubber prøve at hæve eliteniveauet generelt.
Foreningen har afdelinger i København – Østerbro og Vesterbro (børn) samt en søsterklub i Viborg.
Fægteklubben Trekanten (FKT) er en fægteklub under Dansk Fægte-Forbund (DFF).

## Fægtemestre
- 2009 - 2013 Ferenc Tóth (Ungarn)
- 2006 - 2008 Giorgio Guerrini (Italien)
- 2003 - 2004 Sylvain Puteaux (Frankrig)
- 2002 - 2003 Cedric Deloison (Frankrig)
- 1999 - 2002 Eric Thiblemont (Frankrig)
- 1995 - 2000 Vladimir Nevolin (Armenien)

## Lokaliteter
Foreningen har skiftet lokaler nogle gange igennem tiden og har blandt andet haft til huse på følgende lokationer:
- Ryparkens Idrætsanlæg (nuværende placering)
- DGI-byen (nuværende placering)
- Den Franske Skole
- Hillerødgade Svømmehal
- Århusgade 88, 3 (Hans Just / Karberghus)
- Østerbro Kaserne
- Store Kongensgade 27B

## Udmærkelser
- Årets Klub 2022 (Dansk Fægte-Forbund)
- Årets Idrætsforening i København 2004 (Københavns Kommune)
- Diplom for godt idrætsmiljø for unge (Danmarks Idræts-Forbund)

## OL-deltagere
- Karen Lachmann 1948 (sølv), 1952 (bronze), 1956 [1]
- Ulla Barding-Poulsen 1952 [2]
- Reinhard Münster 1972 [3]

## Ekstern henvisning
Fægteklubben Trekanten's officielle webside Arkiveret 22. august 2008 hos  Wayback Machine